# Birgit Geissler
Birgit Geissler (* 2. Januar 1949 in Tann (Rhön)) ist eine deutsche Soziologin und Professorin an der Universität Bielefeld.

## Arbeitsgebiete
Ihr Arbeitsschwerpunkt ist die Arbeitsmarktsoziologie; zu ihren Themen gehören weiterhin Aspekte der Geschlechter- und Zeitsoziologie. Sie richtet den Blick besonders auf Dienstleistungsarbeit, insbesondere haushaltsbezogene Dienstleistungen sowie auf Erwerbsbiographien, Lebensplanung und Lebenslaufpolitik und die Zeitstrukturierung von Arbeit und Lebensführung.
Gemeinsam mit Birgit Pfau-Effinger veröffentlichte sie Forschungsergebnisse zu Geschlechter- und Pflege-Arrangements, Lebenslaufperspektiven für Frauen und ihre Entscheidungen für Teilzeitarbeit und andere Arbeitsmodelle sowie zu Familienpolitik und soziokulturellem Kontext im internationalen Vergleich.

## Schriften (Auswahl)
- Birgit Geissler, Katja Pohlheim: Haushaltsdienstleistungen – der potenzielle Bedarf: Die Inanspruchnahme bezahlter Dienstleistungen im privaten Haushalt, VS Verlag, August 2010, ISBN 978-3-531-16515-8
- Claudia Gather, Birgit Geissler, Maria S. Rerrich: Weltmarkt Privathaushalt. Bezahlte Haushaltsarbeit im globalen Wandel, Westfälisches Dampfboot, November 2007, ISBN 978-3-89691-215-2
- Carlo Knöpfel, Birgit Geissler, Ludwig Gärtner, Albert Schnyder: Sozialalmanach 2002: Der flexibilisierte Mensch, Caritas-Verlag, Januar 2002, ISBN 978-3-85592-070-9
- Birgit Geissler, Friederike Maier, Birgit Pfau-Effinger: FrauenArbeitsMarkt, Edition Sigma, 1998, ISBN 978-3-89404-626-2
- Mechtild Oechsle, Birgit Geissler: Die ungleiche Gleichheit, Leske + Budrich, 1998, ISBN 978-3-8100-2156-4
- Birgit Geissler, Mechtild Oechsle, Gudrun Braemer: Lebensplanung junger Frauen. Zur widersprüchlichen Modernisierung weiblicher Lebensläufe, Beltz Deutscher Studienverlag, 1996, ISBN 978-3-89271-692-1
- Lutz Leisering, Birgit Geissler, Ulrich Mergner: Moderne Lebensläufe im Wandel. Beruf – Familie – Soziale Hilfen – Krankheit, Deutscher Studienverlag, 1993, ISBN 978-3-89271-425-5
- Hella Baumeister, Doris Bollinger, Birgit Geissler: Berufsbiographie und Arbeitsmarktkrise, VS Verlag, 1991, ISBN 978-3-8100-0913-5
- Henri Bents, Hans-Hermann Braune, Birgit Geissler, Rainer Zoll: Die Arbeitslosen, die könnt´ ich alle erschießen. Arbeiter in der Wirtschaftskrise, Bund-Verlag, April 1988, ISBN 978-3-7663-0848-1